# Langtoft (Yorkshire de l'Est)
Pour les articles homonymes, voir Langtoft.
Langtoft est une paroisse civile et un village du Yorkshire de l'Est, en Angleterre.